# شو شین
شو شین (انگلیسی: Xu Xin؛ زادهٔ ۱۹ آوریل ۱۹۹۴) بازیکن فوتبال اهل چین است.
از باشگاه‌هایی که در آن بازی کرده‌است می‌توان به باشگاه فوتبال گوانگژو، باشگاه فوتبال اتلتیکو مادرید، و باشگاه فوتبال اتلتیکو مادرید بی اشاره کرد.
وی همچنین در تیم‌های ملی فوتبال زیر ۱۷ سال، زیر ۲۰ سال، زیر ۲۳ سال و بزرگسالان چین بازی کرده‌است.